# Super Bowl LXI
Der Super Bowl LXI ist der 61. Super Bowl, das Endspiel der Saison 2026 der National Football League (NFL) im American Football. Das Spiel wird voraussichtlich am 14. Februar 2027 im SoFi Stadium in Inglewood, Kalifornien stattfinden.
Dies wäre der neunte Super Bowl, der im Großraum Los Angeles ausgetragen wird, und der zweite im SoFi Stadium. Der erste war der Super Bowl LVI im Jahr 2022, in welchem die Los Angeles Rams in ihrem Heimstadion die Cincinnati Bengals besiegten. Vor der Fertigstellung des SoFi Stadium im Jahr 2020 war der Super Bowl XXVII im Jahr 1993 der letzte, welcher in Los Angeles ausgetragen wurde.
Das Spiel soll landesweit von ABC und ESPN übertragen werden, was die erste Super-Bowl-Simultanübertragung zwischen den beiden Schwestersendern werden soll. Es wird das erste Mal seit dem Super Bowl XL im Jahr 2006 sein, dass ABC den Super Bowl ausstrahlen wird. Zudem ist es das erste Mal, dass ESPN den Super Bowl übertragen wird. Es besteht auch die Möglichkeit, dass der Disney Channel eine alternative Übertragung ähnlich dem Super Bowl LVIII von Nickelodeon produziert.
Die Liga wird den Super Bowl zwischen die Fußball-Weltmeisterschaft 2026, bei der Los Angeles eine von 16 nordamerikanischen Austragungsstädten sein wird, und den Olympischen Sommerspielen 2028 legen, so dass Los Angeles ein Tripleheader von Mega-Sportveranstaltungen erhält. Die Liga hatte Los Angeles schon früher als Austragungsort für den Super Bowl in Erwägung gezogen, ihn aber wegen der Überlastung der Sportstätten und der Verpflichtung zur Ausrichtung anderer Veranstaltungen auf 2027 verschoben.
Die Rückkehr nach Los Angeles 2027 fällt mit dem 60. Jahrestag der Austragung von Super Bowl I zusammen. Der Super Bowl I wurde im Los Angeles Memorial Coliseum ausgetragen.

## Austragungsort
Seit dem Super Bowl LVII hat die Liga alle Entscheidungen über die Austragungsorte getroffen. Es gibt kein Bieterverfahren an sich: Die Liga wählt einseitig einen potenziellen Austragungsort aus, das ausgewählte Team stellt einen Vorschlag für die Austragung zusammen und dann stimmen die Ligabesitzer darüber ab, ob dieser annehmbar ist.
Am 13. Dezember 2023 gab die NFL bekannt, dass das SoFi Stadium, Heimat der Los Angeles Rams und der Los Angeles Chargers, als Austragungsort für den Super Bowl ausgewählt wurde.